# Cening (Cikedal)
Cening is een bestuurslaag in het regentschap Pandeglang van de provincie Banten, Indonesië. Cening telt 2567 inwoners (volkstelling 2010).